# 檸檬酸鉀
檸檬酸鉀是一種檸檬酸鹽其分子式為K3C6H5O7。它是一種白色，略帶吸濕性結晶性粉末。它是無臭，有生理鹽水的味道。
作為食品添加劑，檸檬酸鉀是用來調節酸度與鉀營養補充來源。醫療上，它可以用來控制來自或腎結石尿酸或胱氨酸。

## 制備
同於檸檬酸鈉，可由檸檬酸和鉀 酸鹼中和而製得。